# 蔵王橋 (和歌山県)

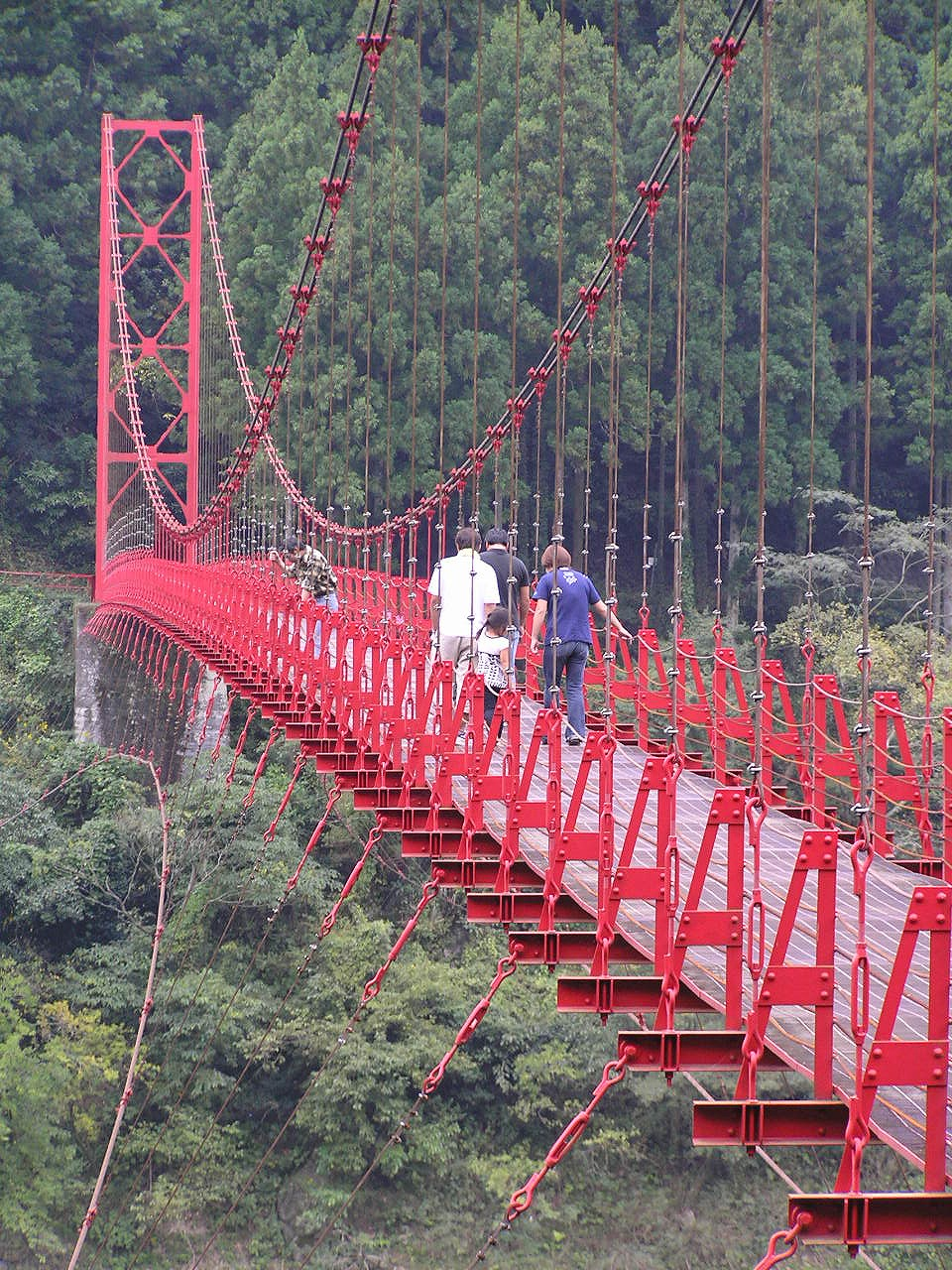
蔵王橋（和歌山県有田川町）を右岸より望む。

蔵王橋（ざおうばし）は、和歌山県有田郡有田川町の二級河川有田川二川ダム上に架かる吊り橋。全長約160m。真っ赤に塗られた吊橋は針葉樹の多い周囲の景観の中でひときわ目立っている。足下には、格子状の鉄骨が使用され真下のダム湖の湖面が見えるため、高さを実感できる。このため渡り切れずに途中で足がすくみ引き返す観光客も多い。
春は周囲のソメイヨシノ（桜）が満開となる。
現在は歩行者専用となっているが、昔は自動車が通行したという。また、この吊り橋を渡った二川ダムの左岸の湖岸道が遊歩道として整備されている。

## 周辺情報
- 二川温泉
- 久野原キャンプ場
- 遠井キャンプ場
- オートキャンプ場 ふれあいのスポーツパーク
- あらぎの里
- あらぎ島
- 生石神社
- 高野龍神スカイライン
- 高野山